# Carl Hellström (Künstler)

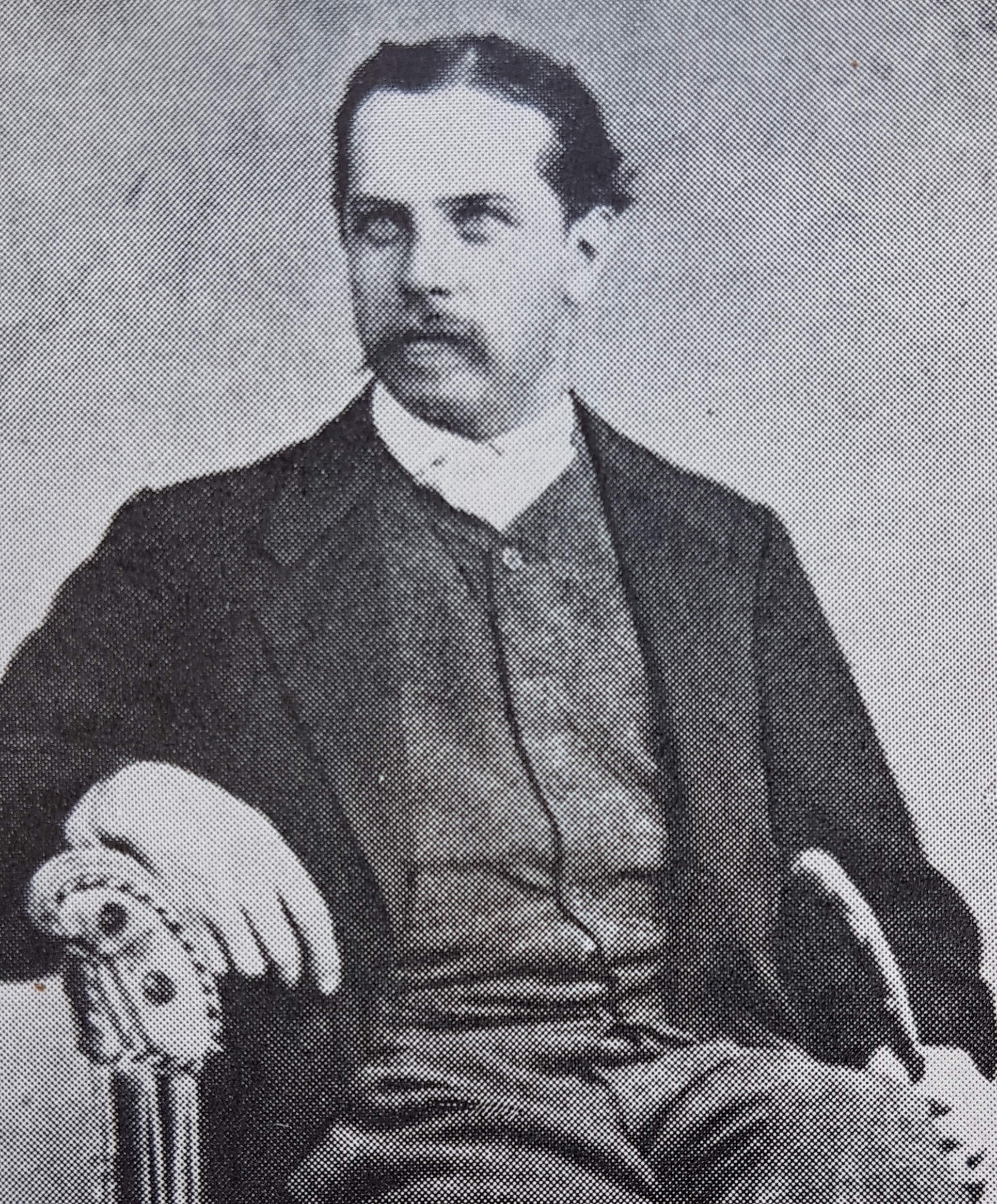
Carl Hellström

Pehr Fredrik Carl Hellström (* 14. Februar 1841 in Stockholm; † 8. Januar 1916 ebenda) war ein schwedischer Offizier, Maler, Karikaturist und Grafiker.

## Leben

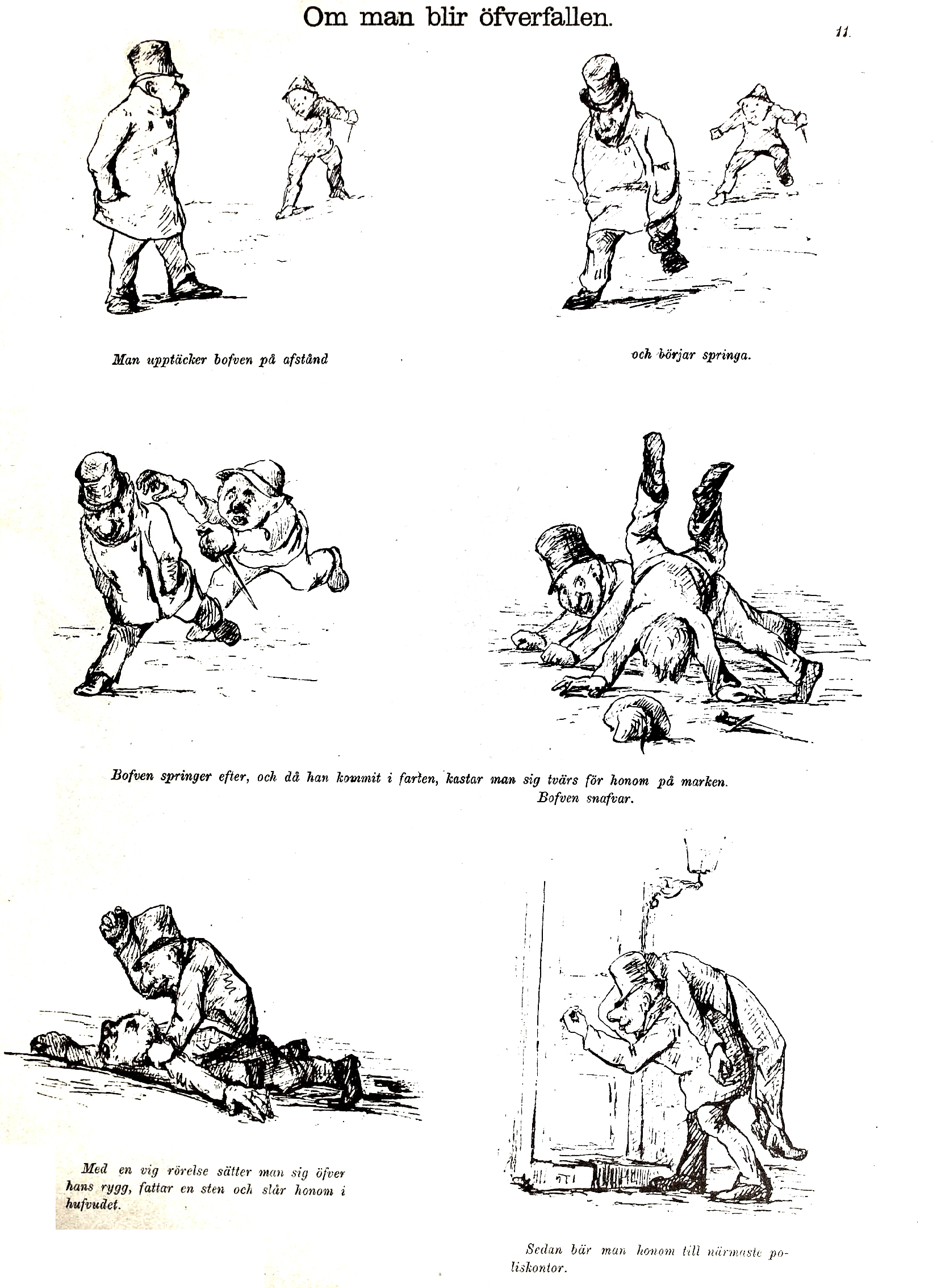
Om man blir öfverfallen (Wenn Sie angegriffen werden), humoristische Zeichnungen, 1875

Eine Militärkarriere, die ihn 1862 in den Rang eines Unterleutnants, 1872 in den eines Leutnants des ersten Svea-Regiments und 1878 in den Rang eines Hauptmanns beförderte, beendete Hellström, Sohn des Bergbeamten Carl Peter Hellström und dessen Ehefrau Johanna Charlotta Ell, im Jahre 1892. Bereits in den 1860er Jahren studierte er während dieser Laufbahn an der Kunstakademie Stockholm unter dem Genre- und Landschaftsmaler Nils Andersson (1817–1865) Malerei. Als Leutnant im Svea-Artillerie-Regiment reiste er 1872 nach Düsseldorf, um sich unter Ferdinand Fagerlin weiter zu vervollkommnen. Dessen Stil prägte vor allem seine Genremalerei. In Düsseldorf, wo er 1873 erstmals heiratete, erwarb er auch Kenntnisse in Lithografie und Radierung.
Aus finanziellen Gründen kehrte er aus Düsseldorf, wo er in der Inselstraße am Neuen Hofgarten gewohnt hatte, nach Stockholm zurück. Anonym debütierte er dort als Grafiker 1875 mit einer Reihe von Lithografien unter dem Titel Stockholms bilder i tittskåp (Stockholmer Bilder aus Gucklöchern), die humoristische Szenen aus dem Stadtleben der schwedischen Hauptstadt zeigen. Im gleichen Jahr war er auf der Ausstellung der Stockholmer Akademie mit dem Gemälde Munk i sin cell (Mönch in seiner Zelle) vertreten. Mit Ölgemälden und Aquarellen nahm er an Kunstausstellungen in Sundsvall (1882) und Göteborg (1886) teil. Bei Léopold Lowenstam belegte er 1885/1886 einen Grafikkurs, danach ließ er sich von dem Maler und Grafiker Albert Theodor Gellerstedt (1836–1914) unterweisen. Als Illustrator lieferte er verschiedenen Zeitschriften, darunter der Ny Illustrerad Tidning, Zeichnungen und Karikaturen. Auch in eigenen Büchern veröffentlichte er sie. Als Porträtmaler schuf er unter anderem ein Bildnis des schwedischen Astronomen Herman Schultz.
In zweiter Ehe war Hellström mit Helfrid Nordin verheiratet. Aus dieser Ehe ging die Malerin und Zeichenlehrerin Ebba Hellström (1888–1979) hervor.